# Ханан Пача

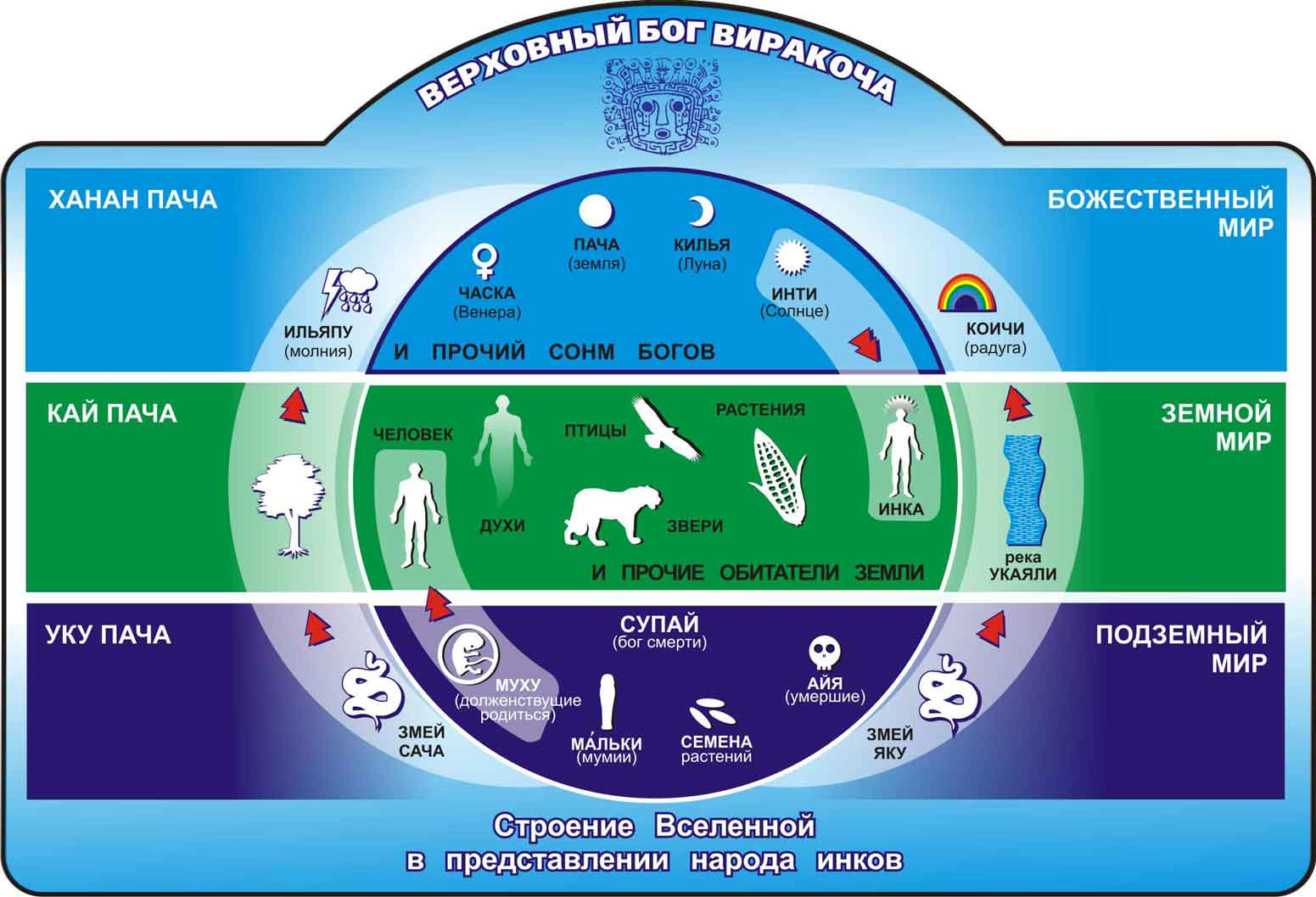
Космологія інків. Три світи: Ханан Пача, Кай Пача, Уку Пача.

Ханан Пача або Ханак Пача (кеч. Hanaq Pacha) — в міфології інків вищий небесний божественний світ. Знаходиться над земним світом людей Кай Пача. У Ханан Пачі мешкають верховні боги Інті, Віракоча, Мама Кілья, Пача Камак, Мама Коча і Ільяпа. Досі в мові кечуа слово пача означає час або простір.